# Ng'hoboko
Ng'hoboko è una circoscrizione rurale (rural ward) della Tanzania situata nel distretto di Meatu, regione del Simiyu. Conta una popolazione di 12 087 abitanti (censimento 2012).